# Peter Lichtenberger
Peter Lichtenberger (* 11. März 1929 in Mannheim; † 20. Dezember 2001 in München) war ein deutscher Notar. Er war Vorsitzender des Bayerischen Notarvereins und zwölf Jahre 1. stellvertretender Präsident der Notarkasse in München.

## Leben
Peter Lichtenberger schloss ein Jura-Studium mit hervorragendem Staatsexamen ab. Anschließend begann er 1956 als Notarassessor im Notariat von Theo Eppig in München. 1961 erhielt er zunächst für kurze Zeit in Hammelburg und dann 1962 in München ein eigenes Notariat, das er anfangs unter großen persönlichen Mühen betrieb.
1961 begann er, nebenher in der Geschäftsführung der Notarkasse in München zu arbeiten. Von 1962 bis zu seinem Tod war er Mitglied des Vorstands des Bayerischen Notarvereins, zunächst als Schriftführer, ab 1966 als Schatzmeister, ab 1982 als 2. Vorsitzender und ab 1992 als Nachfolger von Christian Schelter als 1. Vorsitzender. Daneben war er von 1986 bis 1998 1. stellvertretender Präsident der Notarkasse.
Darüber hinaus war er von 1986 bis zu seinem Tod stellvertretendes nichtberufsrichterliches Mitglied des Bayerischen Verfassungsgerichtshofs für die Mitglieder Rudi Daum, Richard Hundhammer und Walter Gollwitzer, jeweils von der CSU benannt.
Peter Lichtenbergers fachliche Schwerpunkte waren das Grundbuch- und Sachenrecht, Familienrecht, Gesellschaftsrecht sowie das internationale Privatrecht. Knapp 20 Jahre lang war er Prüfer am bayerischen Landesjustizprüfungsamt für die zweite juristische Staatsprüfung.
Peter Lichtenberger wurde am 19. Juli 2000 der Bayerische Verdienstorden verliehen. Er war außerdem Träger des Bundesverdienstkreuzes 1. Klasse.

## Familie
Peter Lichtenbergers jüngerer Bruder ist der Jurist Gustav Lichtenberger, der Richter am Oberlandesgericht München und am Bayerischen Verfassungsgerichtshof war. Peter Lichtenberger war seit früher Zeit verwitwet.